# Бреза (филм)
Бреза је југословенски филм из 1967. године. Режирао га је Анте Бабаја, а сценарио су писали Анте Бабаја и Славко Колар. Златна арена на филмском фестивалу у Пули додељена је Велимиру Бати Живојиновићу за најбољу главну мушку улогу. Филм је такође емитован у оквиру Међународног филмског фестивала у Мар дел Плату, где су почасну југословенску делегацију чинили Анте Бабаја, Манца Кошир и Мирослав Китић.

## Радња
Јаница је необично профињена, али и болешљива сеоска девојка односно жена која умре убрзо након порођаја. Није доживела љубавну топлину од грубог мужа Марка Лабудана, лугара. У Јаницу је потајно заљубљен сеоски чудак и наивни уметник Јожа Свети, којег сви исмевају. Радња филма враћа се у прошлост, на време кад је Лабудан бацио око на Јаницу.

## Улоге
| Глумац                   | Улога                  |
| ------------------------ | ---------------------- |
| Манца Кошир              | Јаница, Маркова жена   |
| Велимир Бата Живојиновић | Марко Лабудан          |
| Фабијан Шоваговић        | Јожа свети             |
| Нела Ержишник            | Дора, Маркова мајка    |
| Хермина Пипинић          | Јага                   |
| Рикард Брзеска           | Јанко Годинић          |
| Стане Север              | Надшумар               |
| Стјепан Лекторић         | Марков отац            |
| Драго Бахун              | Марков пајдаш / Гробар |
| Мартин Сагнер            | Марков пајдаш / Гробар |
| Круно Валентић           | Жандар                 |
| Стево Вујатовић          | Валент, крчмар         |

## Награде
Пула 67' - Филм је награђен Великом бронзаном ареном на фестивалу у Пули; Златна арена Бати Живојиновићу; Новчана награда за камеру Томиславу Пинтеру; Диплома жирија Бабаји и Виолићу за сценаристичку адаптацију новеле Славка Колара.